# Tőszámnév
A tőszámnév a határozott számnevek közé tartozik; pontosan megnevezi magát a számot (például kettő, három).
Rövidítésük maguk a számok (pont nélkül írva).

## A szó eredete
A tőszámnév onnan kapta a nevét, hogy szótőként alapul szolgál a belőle alkotott származékszámnevek képzéséhez.

## Magyar helyesírási szabályok
- A házszámokat és a lakásokat, valamint az évszámokat és a napokat ponttal jelöljük (mint a sorszámneveket), de tőszámnévként olvassuk ki. (Az évszámokat azonban csak akkor, ha dátum részeként állnak.)
- Nem használjuk kerületek, emeletek, iskolai osztályok megjelölésére.
- A magyartól idegennek számít a tőszámnevet sorszámnévi értelemben használni, és a főnév mögé tenni (például NB I.).[forrás?] A postafiók hagyományos rövidítése azonban kivételnek számít, amit a szabályzat is szentesít (például Pf. 4, AkH.11 298.).